# Искака Ибираєва
Иска́ка Ибира́єва (каз. Ысқақ Ыбыраев) — село у складі району Шал-акина Північноказахстанської області Казахстану. Входить до складу Аютаського сільського округу, раніше було центром ліквідованої Теренсайської сільської ради.
Населення — 463 особи (2021; 711 у 2009, 1109 у 1999, 1385 у 1989).
Національний склад станом на 1989 рік:
- казахи — 79 %.

До 16 серпня 1971 року село називалось Бастау, до 2001 року село називалось Леніно.